# Nicola Maria Laudisio
Nicola Maria Laudisio (Sarno, 22 marzo 1779 – Policastro Bussentino, 6 gennaio 1862) è stato un vescovo cattolico italiano.

## Biografia
Nacque a Sarno, in provincia di Salerno, nel 1779. Il 7 febbraio 1801 si legò alla Congregazione del Santissimo Redentore, diventandone sacerdote nel 1803. Nel 1819 divenne vescovo di Bova.
Successivamente venne trasferito alla sede episcopale di Policastro, più vicina al suo paese di nascita, Sarno, dove per sua volontà fece costruire una chiesa dedicata a Sant'Alfonso Maria de' Liguori, che conobbe ancora giovane e dove ora giace dopo la morte avvenuta il 6 gennaio 1862 all'età di 82 anni.
Il 4 settembre 1843 entrò in contatto con i superiori redentoristi per eseguire l'apertura di un convento della Congregazione redentorista a Lauria ma non ci riuscì, come riportato da padre Salvatore Schiavone, archivista della congregazione, nelle sue Cronache Manoscritte:
«La principessa Porsia di Sanseverino fece costruire due Conventi consimili nel 1400, uno a Ravello, l'altro a Lauria Inferiore, sito in Piazza Sanseverino. Vi furono collocati i Minori Osservanti (1400).
I Francesi, capitanati da Massena e comandati dal Generale Championnet per andare a sconfiggere i Napoletani sollevati, dovettero passare per Lauria; ma prima si accamparono a parecchi chilometri, lontano dalla città per domandare semplicemente il transito, che fu loro negato non solamente, ma crudelmente impedito.
I Francesi indispettiti misero la città a ferro e fuoco. Il primo ad essere incendiato fu il sopra nominato Convento che trovasi all'entrata del paese. Il Vescovo di Policastro, Mons. Ludovico, Ludovico Ludovici, O.F.M. vescovo dal 1797 al 1819] voleva che vi fosse mantenuto l'Ordine dei Minori, ma questi, rifugiatisi nel Convento di Rivello, poco s'interessarono. Il Convento mezzo distrutto rimase disabitato.
Il successore di Ludovico, Mons. Nicola Laudisio C. SS. R. col suo proprio danaro comprò il Convento, caduto in potere dei privati Ielardi, Gerardi e Reale, e, riattato alquanto il locale, in sulle prime voleva collocare le Monache Redentoriste di Vibonati, perché il loro Monastero era stato diroccato dal terremoto del 1857, ma questo desiderio andò fallito.
Allora Mons. Laudisio pensò bene di collocarvi i suoi Confratelli e ne vennero due fratelli germani Padri Giordano e un Laico. I detti Padri non erano ancora installati, e mentre il Vescovo ne faceva le pratiche scoppiò la Rivoluzione (1860).
I Padri dovettero andar via. In quel frattempo morì Mons. Laudisio senza lasciare testamento e il Convento restò proprietà dei nipoti Laudisio.
Il Convento che stava in pericolo di essere ridotto ad Albergo, Osteria e peggio, fu comprato dal Comm. Gaetano Viceconte dagli eredi Laudisio nel 1881, e vi installò le "Figlie della Carità" per aprire un convitto che tuttora esiste col nome: "Convitto Immacolata Concezione".»
(P. Salvatore Schiavone, Cronache manoscritte, vol. 2, Pagani, Archivio Provinciale Redentorista)
Fu postulatore nella definizione del dogma dell'Immacolata Concezione a Roma nel 1854. Fu barone dei reali ordini di Francesco I e consigliere del re e pari del Regno.

## Genealogia episcopale e successione apostolica
La genealogia episcopale è:
- Cardinale Scipione Rebiba
- Cardinale Giulio Antonio Santori
- Cardinale Girolamo Bernerio, O.P.
- Arcivescovo Galeazzo Sanvitale
- Cardinale Ludovico Ludovisi
- Cardinale Luigi Caetani
- Cardinale Ulderico Carpegna
- Cardinale Paluzzo Paluzzi Altieri degli Albertoni
- Papa Benedetto XIII
- Papa Benedetto XIV
- Papa Clemente XIII
- Cardinale Enrico Benedetto Stuart
- Cardinale Michele Di Pietro
- Vescovo Nicola Maria Laudisio, C.SS.R.

La successione apostolica è:
- Vescovo Giovanni Sabatini (1853)